# El Cachiflín (Costa Rica)
El Cachiflín fue un periódico de sátira política de San José, Costa Rica. Fue creado y dirigido por Ernesto Martín y posteriormente por Abraham Madrigal J.; se promocionaba como un periódico "gracioso, serio, grave y sentencioso".
Fue publicado semanalmente durante 1898, empezando el 24 de septiembre. Aunque se sabe que cuenta con al menos 11 ediciones, actualmente existen 6 recopiladas en el Sistema Nacional de Bibliotecas (SINABI). Cada edición cuenta con un grabado xilográfico en su portada, que ilustra la temática de la edición, y está compuesta de 4 páginas (una hoja doblada a la mitad, impresa por ambas partes). El periódico costaba 10 centavos, no admitía suscripciones y sus números se vendían sueltos.
Su título hacía referencia al costarriqueñismo que quiere decir "cohete sin varilla que, encendido, corre por la tierra entre los pies de la gente". Así mismo, se le atribuye este término a una persona que se enoja rápidamente o cuyas emociones cambian velozmente. Por lo que el título de este periódico quiere insinuar que su contenido puede provocar diversas emociones en sus lectores.
El periódico pretendía abarcar temas de realidad nacional de forma cómica, describiéndose como "gracioso, grave y sentencioso". Se basaba en poemas, chistes e historias cortas, que exponían brevemente los acontecimientos de la semana. Uno de los temas abordado más seguidamente por el periódico fue la indiferencia del pueblo costarricense, como por ejemplo en la metáfora “una res que inclina el cuello ante el cuchillo del matador”.

Igualmente, cabe rescatar que el periódico creó un espacio para la exposición de la literatura lírica costarricense.  

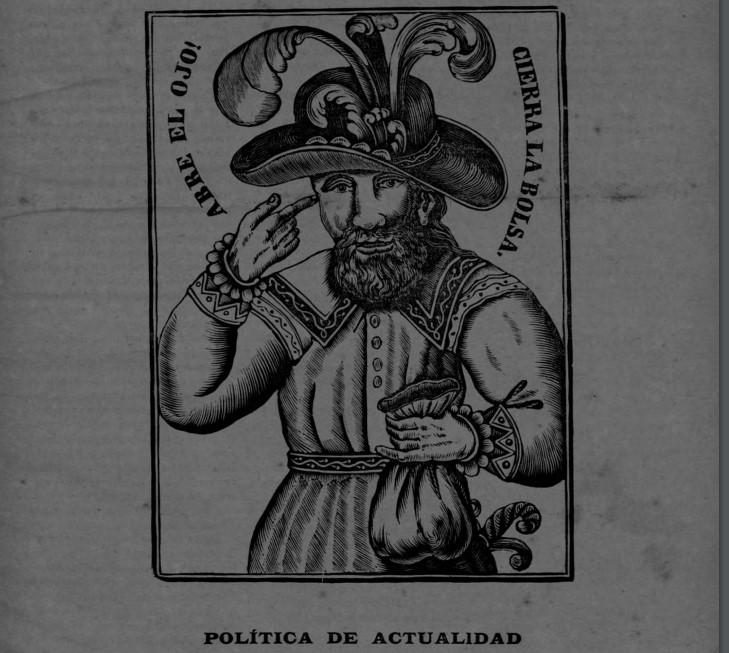
El Cachiflín, núm. 5, 12 de noviembre de 1898

## Historia
El Cachiflín fue publicado por primera vez el 24 de septiembre de 1898 en la ciudad de San José. El periódico coincidió con la generación del olimpo, un grupo de elites intelectuales de la capital, activo a finales del siglo XIX y principios del siglo XX.
Esta época dio a conocer un importante auge de la literatura costarricense, y los periódicos formaron parte de su difusión. Por ejemplo, las publicaciones de "El anunciador costarricense" (1900) y "El Diarito" (1897) ambas tuvieron secciones permanentes de literatura.
También cabe rescatar que en el año 1898, cuando fue publicado El Cachiflín, Costa Rica pasaba por una crisis política. En 1897, el presidente Rafael Yglesias Castro había modificado la constitución de 1871, para permitirse ser reelecto consecutivamente. Luego, en las elecciones de 1898, Yglesias no permitió a candidatos rivales participar en el proceso electoral.
El Cachiflín fue creado y dirigido durante sus primeras publicaciones por Ernesto Martín. Sin embargo, para noviembre de 1898, el periódico había pasado a manos de Abraham Madrigal Jiménez. La quinta edición, del 12 de noviembre, fue la primera en ser publicada por el nuevo director. Luego del cambio de dueño, se puede constatar que el formato del periódico siguió siendo el mismo. El único cambio notable que se puede observar entre las ediciones 4, 5 y 9 es el lema, que pasa de ser "El cachiflín es gracioso, grave, serio y sentencioso", "La política le atrae más en sus redes no cae" y "Periódico de muñecos con ribetes literarios; verá la luz del día semanalmente es decir, todos los sábados" a "Semanario de sátira política" "Los grandes son grandes porque los miramos de rodillas ¡¡Levantémonos!!".
La última edición de El Cachiflín registrada en el SINABI fue publicada el 24 de diciembre de 1898, luego de exactamente 3 meses de su inicio.
Con la excepción de la primera publicación, todas las ediciones del periódico fueron impresas en la antigua Librería e Imprenta Española, ubicada en la avenida central de San José. En el año 1898, la librería estaba a cargo de María Canalías Xaus, la viuda de su fundador Vincente Lines.

## Valor cultural

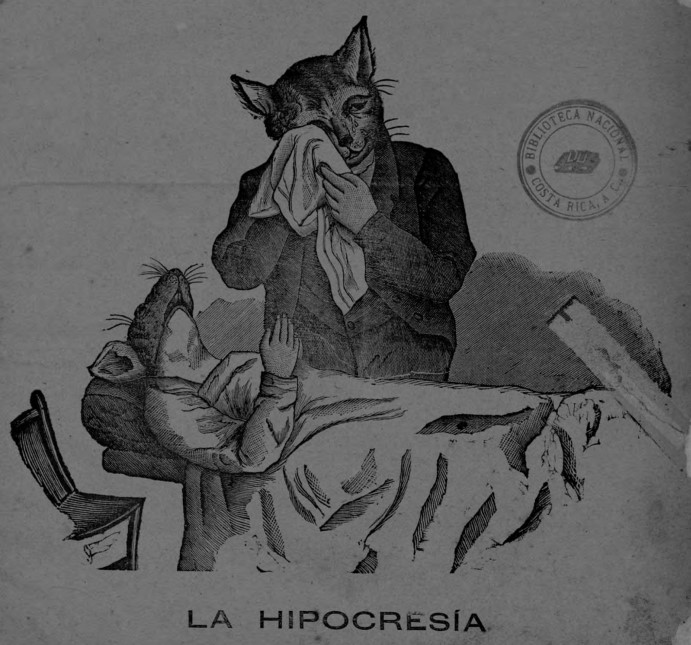
El Cachiflín, núm. 1

El Cachiflín fue un periódico donde se incluyeron secciones que plasmaron distintas expresiones de arte, lo cual le agrega un destacable valor social a las publicaciones. En su primera edición, en septiembre de 1898, desde la portada se evidencia el uso de expresiones artísticas como las artes visuales, donde por medio de un dibujo se expresa la ironía, mostrando uno de los grandes defectos humanos; la hipocresía. En esta ilustración se puede observar como un gato (depredador) se lamenta y solloza por la muerte de un ratón (presa). Aunque más abajo en la misma página, se muestre un texto alusivo a la hipocresía y los efectos de ella en la sociedad, el periódico también valora el poder comunicativo de la ilustración, la cual sintetiza lo que posteriormente se dice a partir de un texto convencional. 

En esta primera edición, también se nota el uso de textos poéticos, que por medio del sarcasmo, se refieren a situaciones y temas sociales deplorables que se llevan a cabo en nombre de la libertad.

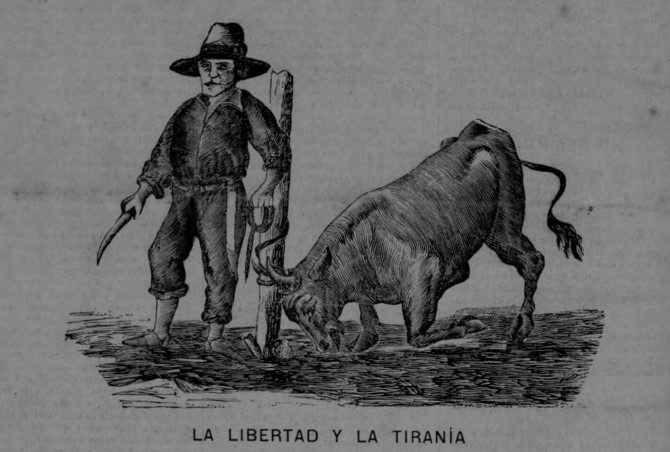
El Cachiflín, núm. 4

En su segunda edición, también, por medio de una ilustración, se muestra una res que inclina su cuello hacia el cuchillo del matador. Esto forma parte de una crítica hacia la supuesta falta de libertad que según el diario, existía en esos momentos en el país.
Revisando varias ediciones de este periódico, queda muy clara la tendencia que posee el periódico al uso de ilustraciones o dibujos que apoyan conceptualmente distintas temáticas, generalmente de crítica social. Dentro de ese mismo enfoque crítico, tiene un importante lugar la poesía como recurso editorial para referirse a distintos temas de actualidad en el país. Es interesante observar que al menos un treinta por ciento del texto, está escrito desde la poesía, dejando el recurso literario de la prosa para el resto del contenido. 
El Cachiflín es un periódico agradable para ver y leer, con contenidos de crítica política y social, expresados con humor y aprovechando los recursos expresivos de las artes. No solo en sus ilustraciones se puede observar su valor artístico; en el contenido de cada número de este periódico se puede contemplar algunas expresiones poéticas, declaratorias de amor e historias y cuentos expuestos en forma de diálogos, también promovía y celebraba la literatura y otras artes producidas a nivel nacional.
En las diferentes ediciones de este periódico se puede ver el día a día de los costarricenses durante esa época. A través de diversos avisos y comunicados se anunciaban felicitaciones por nacimientos, ascensos laborales, defunciones y diversos mensajes que las personas desearan publicar. El Cachiflín pretendía expresar una crítica hacía la política y muchas otras inconformidades que presentaban los ciudadanos de finales del siglo XIX de una manera muy particular que hasta cierta medida define al costarricense, el humor. Por medio del humor y las risas se trataba de mostrar una buena cara ante los sentimientos de disgusto contra el Gobierno, la economía y las decisiones que se tomaban en el Congreso.

## Ediciones
Este periódico cuenta con al menos 11 ediciones; sin embargo, por su antigüedad algunas de estas no se han podido recuperar o no se tiene presencia de ellas en alguna biblioteca o archivo, por lo que solo se tiene a disposición del público seis de ellas en la página web del Sistema Nacional de Bibliotecas de Costa Rica. Entre las ediciones que se encuentran disponibles están el primer, cuatro y quinto número, al igual que las ediciones siete, nueve y once.

Para su primer número explica brevemente la dinámica y propósito del periódico, a la vez que tratan diversos temas como la libertad, la hipocresía y la literatura, algunos de ellos a modo de líricas. Además, en la sección de "Casos y cosas" publican mensajes de varias personas así como del periódico como tal y les indicaban a los lectores la forma en que podían hacer llegar sus mensajes. En su cuarto número, El Cachiflín abarca algunas poesías, una historia en diálogo, la situación de un diputado con la solicitud del Gobierno  para aprobar un contrato que pudo causar un conflicto mayor con Nicaragua y finalmente presentaba la sección "Casos y cosas" donde los ciudadanos tenía una oportunidad de enviar avisos y comunicados para ser presentados en el periódico. En ambas ediciones abundaban con más frecuencia las ilustraciones tan características del periódico.

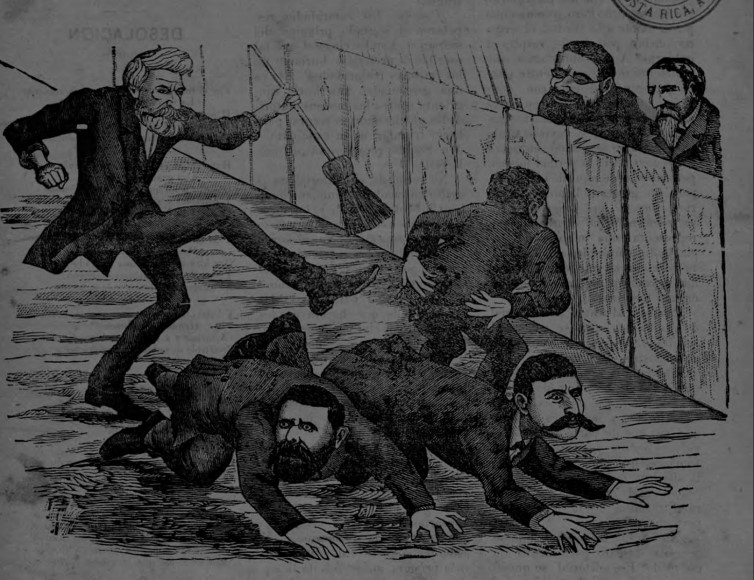
El Cachiflín, núm. 7, 26 de noviembre de 1898

Para su quinta edición el periódico anuncia el cambio de director propietario y que seguirán con sus intenciones de protestar contra el despotismo de la época. Trata además sobre el rebajo de los sueldos de diversos empleados, un par de historias expuestas en diálogos, un pequeño chiste titulado Mujeres... Engañadas y una carta hacia un Ramón donde el autor muestra su enojo algo positivamente contra el Gobierno de Rafael Yglesias. Es en este número donde se denota el cambio que ha sufrido el periódico. La cantidad de ilustraciones se ha limitado a solo una en la portada, se ha eliminado la sección "Casos y cosas" y la crítica hacia temas políticos ha aumentado su fuerza. 
En su séptima edición se inicia con un discurso hacia la Gaceta, cuestionando sus palabras y criticando duramente al presidente electo Rafael Yglesias por su actuar tan descarado para lograr ganar la presidencia. También se continuó con una poesía titulada Desolación, una carta dirigida a un ministro donde se le reclama y piden que renuncie por su cambio de actuar durante el actual gobierno de Yglesias. Asimismo se expone la situación de la Comisión de Codificadora y se explican las razones y significado de la ilustración que aparece en la portada en dicho númerro. Finalmente se ha cambiado por la denominada "Micelaneas" a lo que era "Casos y cosas" y se presenta un chiste algo misógino sobre la mujer. 
Para sus últimas ediciones podemos ver como se implementa el nuevo lema del periódico, el cual fue "Los grandes son grandes porque los miramos de rodillas ¡¡Levantémonos!!".